# アンディ・ラローシュ
アンドリュー・クリスチャン・ラローシュ（Andrew Christian LaRoche, 1983年9月13日 - ）は、アメリカ合衆国・カンザス州フォートスコット出身の元プロ野球選手（内野手）。右投右打。
父親は1970年代にカリフォルニア・エンゼルスでクローザーを務めていたデーブ・ラローシュ。兄のアダム・ラローシュもプロ野球選手で、同時期に共にピッツバーグ・パイレーツに所属していたこともある。

## 経歴

### プロ入りとドジャース時代

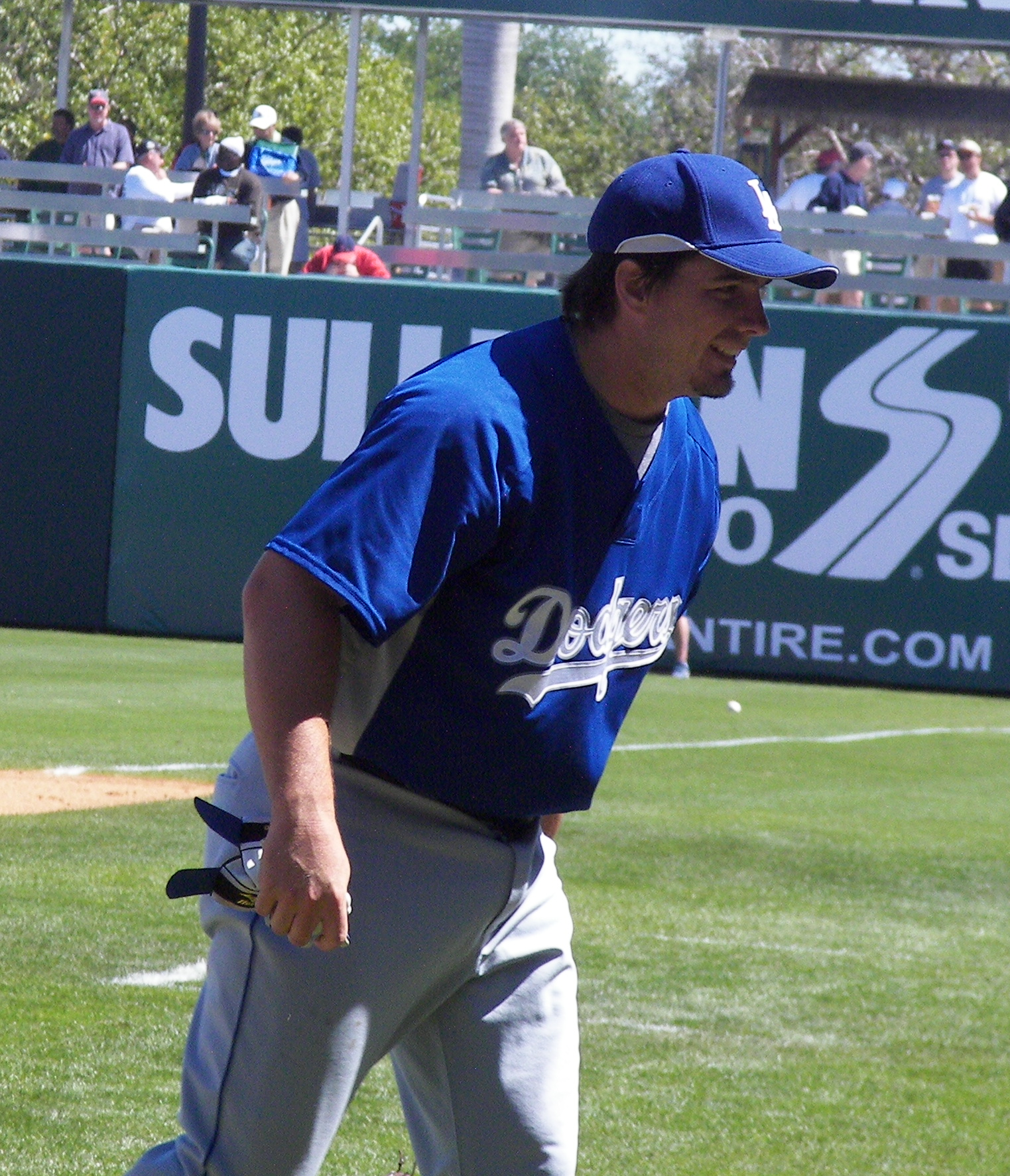
2007年3月5日

2002年のMLBドラフトでサンディエゴ・パドレスから21巡目（全体625位）で指名を受けたが入団しなかった。
2003年のMLBドラフトでロサンゼルス・ドジャースから39巡目（全体1171位）で指名され入団した。
2005年にはオールスター・フューチャーズゲームの米国選抜に選出され、シーズン終了後にはドジャース傘下の最優秀マイナー選手に選出。12月に発表されたベースボール・アメリカ誌の有望株ランキングではドジャース傘下でチャド・ビリングズリーに次ぐ評価を受けた。
2006年はAAA級ラスベガス・フィフティワンズで73試合に出場し打率.309、18本塁打、OPS.987を記録。
2007年2月に発表されたベースボール・アメリカ誌の有望株ランキングではドジャース傘下で最高の評価を受けた。スプリングトレーニングで打率.175の成績でメジャーでプレイする機会を逃し、開幕はAAA級ラスベガスで迎えたが、5月6日にマーロン・アンダーソンの故障者リスト入りに伴いメジャー昇格。

### パイレーツ時代
2008年7月31日にマニー・ラミレスやジェイソン・ベイが動いたボストン・レッドソックス、ロサンゼルス・ドジャース、ピッツバーグ・パイレーツの三角トレードで、兄のアダム・ラローシュが所属するパイレーツへ移籍。アダムは故障者リスト入りしていたため兄弟そろっての初出場は8月14日となったが、アダムとアンディはプロ入り以前から同一チームでプレイしたことがなかったため、生まれて初めて同一チームでプレイすることになった。オフには打撃コーチのドン・ロングと共に打撃改造に取り組んだ。
2009年は150試合に出場し、打撃面では打率.258、12本塁打、OPS.731に留まったが、守備ではリーグの三塁手中2位のアシスト数と併殺数、3位のDRS7、5位のUZR5.7を記録した。9月28日のドジャース戦では5打数5安打2本塁打6打点と爆発し、この年のドジャース戦は打率.483、3本塁打、OPS1.447と打ち込んだ。
2010年はペドロ・アルバレスのメジャー昇格に伴い6月後半からスタメン出場が減り、102試合の出場に留まった。9月20日にDFAとなる。11月29日にFAとなった。

### アスレチックス時代
2011年1月24日にオークランド・アスレチックスとマイナー契約。スプリングトレーニングで29試合の出場で打率.333、4本塁打、OPS.971の成績を残しメジャーに昇格。しかし40試合の出場で打率.247、OPS.654に終わり、6月5日にDFAとなってマイナーに降格した。9月29日にFAとなった。

### インディアンス傘下時代
2011年12月21日にクリーブランド・インディアンスとマイナー契約を結んだ。
2012年6月26日に解雇された。

### レッドソックス傘下時代
2012年6月28日にボストン・レッドソックスとマイナー契約を結んだ。オフの11月3日にFAとなった。

### ブルージェイズ時代
2013年1月30日にトロント・ブルージェイズとマイナー契約を結んだ。6月7日にメジャー昇格するも1試合の出場に留まり、6月13日にAAA級バッファロー・バイソンズへ降格した。オフの10月1日にFAとなったが、10月30日にマイナー契約で再契約した。
2014年はAAA級バッファローで60試合に出場し、打率.248、5本塁打、29打点だった。オフの11月4日にFAとなった。

### ホワイトソックス傘下時代
2015年1月12日にシカゴ・ホワイトソックスとマイナー契約を結んだが、4月1日に自由契約となった。

### 独立リーグ時代
2015年8月12日にアメリカン・アソシエーションのウィチタ・ウィングナッツと契約。
2016年2月26日にアトランティックリーグのシュガーランド・スキーターズにトレードで移籍。この年限りで現役を引退した。

### 現役引退後
2019年にカンザスシティ・ロイヤルズ傘下ルーキー級バーリントン・ロイヤルズの打撃コーチに就任した。以後もロイヤルズ傘下球団でコーチを歴任しており、2021年はAAA級オマハ・ストームチェイサーズ、2022年はA+級クアッドシティズ・リバーバンディッツの打撃コーチ。

## 選手としての特徴
メジャーでシーズン32本塁打を放ったこともある兄のアダムとのホームラン競争で勝ったことがあるという長打力を持ち味とする。特にレフト方向の打球がよく伸びるが、速球を広角に弾き返す打撃を得意とする。
守備では内野の全ポジションを守ったことがあるが、主に三塁手として起用される。三塁守備は2008年に2ヶ月で9失策を喫したこともあるが、球際に強く、DRSとUZR共に通算でほぼ平均的な数値を残しており、平均レベルの守備範囲と強肩を兼ね備える。

## 詳細情報

### 年度別打撃成績
| 年 度     | 球 団     | 試 合 | 打 席 | 打 数 | 得 点 | 安 打 | 二 塁 打 | 三 塁 打 | 本 塁 打 | 塁 打 | 打 点 | 盗 塁 | 盗 塁 死 | 犠 打 | 犠 飛 | 四 球 | 敬 遠 | 死 球 | 三 振 | 併 殺 打 | 打 率 | 出 塁 率 | 長 打 率 | O P S |
| --------- | --------- | ----- | ----- | ----- | ----- | ----- | -------- | -------- | -------- | ----- | ----- | ----- | -------- | ----- | ----- | ----- | ----- | ----- | ----- | -------- | ----- | -------- | -------- | ----- |
| 2007      | LAD       | 35    | 115   | 93    | 16    | 21    | 5        | 0        | 1        | 29    | 10    | 2     | 1        | 0     | 1     | 20    | 5     | 1     | 24    | 1        | .226  | .365     | .312     | .677  |
| 2008      | LAD       | 27    | 69    | 59    | 6     | 12    | 1        | 0        | 2        | 19    | 6     | 0     | 0        | 0     | 0     | 10    | 0     | 0     | 7     | 5        | .203  | .319     | .322     | .641  |
| 2008      | PIT       | 49    | 183   | 164   | 11    | 25    | 4        | 0        | 3        | 38    | 12    | 2     | 0        | 2     | 1     | 14    | 1     | 2     | 30    | 3        | .152  | .227     | .232     | .458  |
| '08計     | PIT       | 76    | 252   | 223   | 17    | 37    | 5        | 0        | 5        | 57    | 18    | 2     | 0        | 2     | 1     | 24    | 1     | 2     | 37    | 8        | .166  | .252     | .256     | .508  |
| 2009      | PIT       | 150   | 590   | 524   | 64    | 135   | 29       | 5        | 12       | 210   | 64    | 3     | 1        | 6     | 2     | 50    | 1     | 8     | 84    | 16       | .258  | .330     | .401     | .731  |
| 2010      | PIT       | 102   | 271   | 247   | 26    | 51    | 8        | 0        | 4        | 71    | 16    | 1     | 1        | 2     | 1     | 19    | 0     | 2     | 43    | 7        | .206  | .268     | .287     | .555  |
| 2011      | OAK       | 40    | 104   | 93    | 10    | 23    | 6        | 1        | 0        | 31    | 5     | 0     | 0        | 1     | 0     | 8     | 1     | 2     | 19    | 6        | .247  | .320     | .333     | .654  |
| 2013      | TOR       | 1     | 4     | 4     | 0     | 0     | 0        | 0        | 0        | 0     | 0     | 0     | 0        | 0     | 0     | 0     | 0     | 0     | 1     | 0        | .000  | .000     | .000     | .000  |
| 通算：6年 | 通算：6年 | 404   | 1336  | 1184  | 133   | 267   | 53       | 6        | 22       | 398   | 113   | 8     | 3        | 11    | 5     | 121   | 8     | 15    | 208   | 38       | .226  | .304     | .336     | .640  |

- 2013年度シーズン終了時

### 背番号
- 10 (2007年)
- 28 (2007年 - 2008年)
- 15 (2008年 - 2010年)
- 21 (2011年)
- 31 (2013年)

### 代表歴
- 第37回IBAFワールドカップ アメリカ合衆国代表